# A férfi a függöny mögött (Lost)
Az A férfi a függöny mögött (The Man Behind the Curtain) egy epizód a Lost c. televíziós sorozatban.

## Cselekmény
|  | Alább a cselekmény részletei következnek! |

Egy Emily nevű nőt látunk, akinél elkezdődött a szülés egy erdőben. A férje biztatja a nőt, és mivel egyedül vannak, vállalja az orvos szerepét. Emily megszüli a gyerekét, egy fiút. A nő egyre csak azt hajtogatja, hogy fáj, de a férfi, Roger ezt csak később veszi észre, mint ahogy azt is, hogy Emily vérzik. A férj szerint senki sem tudja, hogy hol vannak, ezért vissza kell menniük. Emily már alig van magánál, de Roger még megkéri, hogy tartsa a gyereket, majd felkapja feleségét, és fiát, és rohanni kezd. Kiérnek egy út mellé, ami a 32 km-re lévő Portland-be vezet. A férfi segítségért kiált, és egy fiatal házaspár meg is áll. Megkérdezik, hogy mi történt, erre Roger elmondja, hogy kirándultak, de Emily idő előtt vajúdni kezdett, és most vérzik. A házaspár felajánlja, hogy elviszik őket a kórházba. Roger szerint a baba jól van, bár nem biztos benne. Emily elhaló hangon még megszólítja a férjét, és megkéri, hogy a fiú neve Benjamin legyen, majd meghal.
Ben egy fából faragott babát nézeget a sátrában, mikor betoppan Richard és megkérdezi, hogy mi az? Ben azt mondja, hogy az egy szülinapi ajándék, és az övé éppen ma van. Majd megkérdezi Richardot, hogy még emlékszik-e a szülinapokra? Alpert megkérdezi, hogy visszavigye-e a szalagot Juliet-hez? Ben értetlenkedik, hiszen ő már tegnap felvette a szalagot, és azt hitte, hogy már visszavitték az orvosi állomásra. Richard ezt tagadja, és kibotorkál a sátorból, hogy megkérdezze Tomot, hol van a diktafon? De Tom, és a Többiek egy pontra bámulnak, és Ben is arra fordul. Meglepődve látják, hogy John érkezett meg az apja holttestével. John emlékezteti Bent az ígéretére, miszerint ha megöli Coopert, Ben elmond mindent a Szigetről, amit John tudni akar, majd türelmetlenül megkérdezi, hogy miért nem kezdi az elejénél? Ben a sátrában itallal kínálja John-t, de ő nem fogadja el, inkább a Szigetről akar hallani. Ben szerint nem olyan egyszerű, mint kinyitni egy régi, poros könyvet. John azt javasolja, hogy Ben kezdjen csak el beszélni, de a férfi egy kerülőt tesz. Elkezdi a mondókáját, miszerint Locke azt gondolja, hogy ő, Ben a Többiek vezetője, de ez nem egészen így van, mert mindannyian felelnek valakinek. Ben elmondja, hogy ez a valaki Jacob. John megkéri Bent, hogy akkor vigye el őt Jacobhoz. Ben azt mondja, nem teheti meg ezt. Locke erre gúnyos mosollyal az arcán feláll, és kisétálna a sátorból, de Ben megkérdezi, hogy hova megy? A férfi azzal felel, hogy ha Ben nem viszi el őt, akkor majd valaki mást, például Richard. Ben szerint Richard nem vinné el John-t Jacob-hoz, mert ő nem tudja, hol van, mivel nem beszél Jacob-bal. Locke megkérdezi, hogy akkor ki beszél vele, mire Ben azt feleli, hogy csak és kizárólag ő maga. John visszakérdez, hogy senki más se tudja, hol van Jacob? Ben erre azzal válaszol, hogy ő a Szigeten született, és ő egy az utolsó ott születettek közül, a legtöbb embert pedig ő hozatta a Szigetre, ezért csak vele beszél Jacob. Neki adja meg az utasításokat, és csak benne bízik. Locke visszakérdez, hogy látta-e valaki más is Jacob-ot? Ben válasza nem, erre John azzal reagál, hogy Jacob egy nagyon kényelmes ember. Majd elmondja Ben-nek, hogy azt gondolja, hogy nincs semmilyen Jacob, és a Többiek idióták, ha azt hiszik, hogy a vezetőjük valaki más utasításait követi. Ben szemébe mondja, hogy tudja, hogy ő áll a dolgok mögött, ő „Óz, a nagy varázsló” és egyben egy hazudozó is. Ben megkérdezi, hogy John mire alapozza ezt az egészet? Locke azzal felel, hogyha Ben az igazat mondaná, nem remegne a keze.
A következő visszapillantásban embereket látunk, akik tengeralattjáróval érkeztek a Szigetre. Köztük van Roger, és egy szemüveges kisfiú is. Rengetegen már előttük ott voltak, és dobozokat pakolnak, valamint láthatunk 3 ugyanolyan kék buszt is, mint amit Hurley talált. Az emberek áthaladnak egy tábla alatt, amin a DHARMA Kezdeményezés üdvözlete található. Majd a frissen érkezett embereket egy virágfüzérrel üdvözlik. Rogerékhez odamegy egy ember, aki üdvözli őket, és megkérdezi, hogy milyennek találják a Szigetet? Roger lenyűgözve azt válaszolja, hogy nem semmi, és megköszöni a lehetőséget Mr. Goodspeednek. A férfi felajánlja, hogy nyugodtan nevezzék őt Horace-nak. Majd a fiúhoz fordulnak, aki nem más, mint a fiatal Ben. Roger elmondja a fiának, hogy Mr. Goodspeed ott volt a születésénél, és most munkát ad a Ben öregének. Ben meg se szólal, de ez Horace szerint nem baj, mert ha mondanivalója lesz, úgyis megszólal. Majd közli, hogy egy eligazítás következik, és utána ebédelni fognak. Az eligazító épületben Ben-ék egy videót néznek, amin Dr. Marvin Candle beszél a biztonsági óvintézkedésekről, főleg arról, hogy a magas frekvenciájú szonárkerítésen belül védve vannak a Sziget változatos élővilágától, ezért maradjanak is a kerítésen belül kialakított kis faluban. Valamint elmondja, hogy mindenki kap reggelente egy kódot, amivel kiléphetnek a kerítésen kívülre. Elmondja, hogy a Kezdeményezés célja a Sziget különös adottságainak kutatása, ezzel elősegítve a világbékét. Ben közben érdeklődve nézeget, így látja azt is, hogy az embereknek egy oltásféleséget adnak be. Közben megszólítja őt egy fiatal lány, akit Annie-nek hívnak. Annie megkínálja Bent egy Apollo csokival, és elmondja, hogy annyit kaphatnak, amennyit csak akarnak. Ezután Roger felháborodott hangját halljuk, amint észrevette, hogy a beosztása „munkás”. Nem akar gondnok lenni, mert mint ahogy Mr. Goodspeed is mondta, a Szigeten kísérletek folynak, és ő nem azért jött, hogy takarítson a kutatók után. A nő, aki kiosztotta a munkaruhát, közli, hogyha bármiféle más munkakörre keresnek jelentkezőket, akkor nyugodtan lehet jelentkezni. Majd Roger fogja magát, és rászól Benre, hogy induljanak.
A Szigeten Sawyer lesben áll, pontosabban guggol egy bokor mögött, és vár. Sayid éppen arra jár, és James meg is szólítja. Az iraki kérdezősködni kezd, hogy hol volt Sawyer? A férfi elmondja, hogy Locke-kal volt, erre Sayid megkérdezi, hogy hol van ő? James azt mondja, hogy visszament a Többiekhez, de ez most nem számít, mert valami fontosabb van nála. Azzal előveszi a Johntól kapott diktafont.
Mikhailt láthatjuk, amint kirohan az erdőből a Többiek táboránál, és Benért üvölt. A keresett férfi kisétál a sátrából és ridegen azzal üdvözli Mikhailt, hogy azt hitte, meghalt. Az orosz azzal magyarázza „feltámadását”, hogy az oszlopok nem voltak halálos szintre állítva. Majd John is kisétál a sátorból, és Mikhail megkérdezi Bent, hogy ő mit keres itt? Ben szerint semmi baj, de Bakunin felfedi, hogy Locke próbálta megölni őt. Ben azzal nyugtatja, hogy Locke már velük van, majd megkérdezi az oroszt, hogy hol volt. Mikhail elmondja, hogy a dzsungelben találkozott néhány túlélővel, és volt velük egy nő is, aki a Szigetre katapultált, és a hajója kb. 80 mérföldre van nyugatra. Tudatja azt is, hogy van egy rádiótelefonja. Ben-t érdekli a téma, és megkérdezi, hogy hol van a nő? Mikhail szerint elvitték a partra, és ezt Ben jónak is tartja, mivel 2 nap múlva úgyis elmennek oda. De Bakunin sürgetné a dolgot, szerinte azonnal menniük kell. Erre John közbeszól, hogy Ben nem ér rá. Ezen mindenki meglepődik, de attól már végképp leesik mindenkinek az álla, hogy John szerint meglátogatják Jacobot. Mikhail megkérdezi Ben-t, hogy ez igaz-e? A Többiek vezetője, mentve a menthetőt, azt mondja, hogy a part ellen intézett támadás sürgősebb, mint Jacob meglátogatása. Erre John rátámad Mikhail-ra, és összeveri az orosz arcát, aki nem tud semmit se tenni. Ben Tomot szólítja, de ő csak nyugodtan iszik, és Richard se tesz semmit, csak nézi az orosz verését, mint mindenki más. Miután Locke helybenhagyta Bakunint, Benhez fordul, hogy megkérdezze, mikor indulnak Jacobhoz? Ben és Locke vizet töltenek palackokba, és közben beszélgetnek. Ben szerint Johnnak nem kellett volna értelmetlen módon megverni Mikhailt ahhoz, hogy kinyilváníthassa véleményét. John szerint meg kellett tennie. Közben megjelenik Alex, és Locke-ot szólítja. Mivel a lány hallotta, hogy meglátogatják Jacobot, átad Locke-nak egy pisztolyt, mondván, hogy szükség lesz rá. Ben értetlenül néz a lányára, aki már távozik is, de közben még visszafordul, és boldog születésnapot kíván az apjának.
A soron következő visszaemlékezésben Ben éppen az iskolában ül a Dharma egyenruhájában, mint minden más gyerek. Éppen a vulkánokról tanulnak, és a tanárnő elárulja azt is, hogyan kell saját minivulkánt készíteni. Annie megkérdezi, hogy a Szigeten is kitört-e a vulkán? A tanárnő szerint igen, de az már nagyon régen volt. Mikor hozzákezd a vulkánkitörés bemutatásához, hirtelen megremeg a föld, és megszólal a riasztó is. A tanárnő mindenkit a sarokba küld a földre, Annie-t megkéri, hogy zárja be az ajtókat, majd saját maga pedig felvesz egy fegyvert. Ben még mindig az asztalnál ül, de a tanárnő őt is a sarokba küldi. Odakint az emberek fegyverrel rohangálnak, Annie pedig megnyugtatja Bent, hogy csak az ellenség támad, és nem lesz semmi baj. Ezután valami felrobban odakint, és kiáltások hallatszanak. Este Mr. Goodspeed meglátogatja Rogert, és a napról beszélgetnek. Roger elmondja, hogy a géptől jöttek vissza, amikor robbanást hallottak, és a sziréna zúgni kezdett, majd tűzharcba keveredtek. Ben meghallva a beszélgetést, kiszáll az ágyából, ahol a fehér nyulát simogatta, és kihallgatja a beszélgetést. Horace szerint a DHARMA összetűzetésben áll a Sziget őslakosaival. Roger megkérdezi, hogy kik azok az őslakosok, de erre Horace se tudja a választ. Roger kiborul, hiszen ő nem erre jelentkezett, de Goodspeed próbálja megnyugtatni, hogy mivel Rogernek nem volt munkája, ő adott neki egyet, és Ben is minőségi oktatást kap. De mindez nem érdekli Rogert, mert le is lőhetik őket, és ezért veszélyességi pótlékot akar, 30 rongyot. Ezután elküldi Horace-t a házból. Ben is visszabújik a szobába, és hallott valami zajt is. Miután megfordul, meglát egy nőt a szobájában, és ijedtében felborít egy széket. Az apja benyit, és megkérdezi Bent, hogy miért van még mindig ébren? Miután Roger kimegy, Ben körülnéz, de a nő már sehol sincs, és az ablak is zárva van. Ránéz egy régi képre, amin az apja, és az anyja boldogan ülnek egymás mellett, és megbizonyosodik arról, hogy az anyját látta.
Sayid és Sawyer keresik Julietet, de a nő nincs a sátrában. Megjelenik Kate, és megkérdezi a fiúkat, hogy mit keresnek. Sayid elmondja, de Kate azt válaszolja, hogy Juliet elment Jackkel, miután beszélt nekik Naomiról. Sawyer megkérdezi, hogy ki az a Naomi, Sayid pedig azt, hogy miért kellett szólni Jacknek. Kate szerint Jack el tudja látni Naomi sebeit, és joga van tudni róla. Sayid érdeklődik, hogy hol van Jack, de Kate nem tudja. Az iraki elsiet, de Kate utána szól, hogy mindenkinek szólni kellene Naomiról. Sayid nem válaszol, hanem Sawyernek azt mondja, hogy játssza le Kate-nek a szalagot, és ezt a férfi meg is teszi.
Ben és John már készen állnak az indulásra, de Ben előbb elmondja, hogy John akár hisz, akár nem, Jacob nagyon is valós. Szerinte Jacob nem fog örülni, hogy csak úgy meglátogatják, sőt, nagyon mérges lesz. Ben azt mondja, hogy ezért remegett a keze, ugyanis Jacob-ot csak úgy nem lehet meglátogatni, mert ő hívja magához az embereket. John erre azzal válaszol, hogy mindent el kell kezdeni valahol. Majd a Többiek kíváncsi pillantása által kísérve elindulnak.
Ebben a visszaemlékezésben Ben éppen az Annie-től kapott születésnapi ajándékot bontja ki, ami nem más, mint 2 saját kezűleg faragott fababa, ami Bent és Annie-t ábrázolja. Annie szerint így soha nem kell távol lenniük egymástól. Este Ben hazamegy, és látja, hogy az apja részegen alszik az ágyon. Kiveszi az apja kezéből a sört, majd leveszi a fél pár cipőjét, de erre Roger felébred. Meglátja az ajándékot, és az eszébe jut, hogy aznap van a fia születésnapja. Bocsánatot kér, hogy elfelejtette, majd meghúzza a sört. Utána kissé durván a fiának támad azzal, hogy nehéz megünnepelnie azt a napot, amikor megölte az anyját. De közben a hangja nyugodt, ez persze az alkohol hatása. Folytatja a beszédét, miszerint Emily csak 7 hónapos terhes volt, elmentek kirándulni, de Ben-nek muszáj volt előbb megszületnie. És emiatt halott a felesége, ő pedig itt ragadt a fiával a Szigeten. Majd miután előadta mondókáját, boldog születésnapot kíván Bennek. Ben sírással küszködve kirohan a házból, a dzsungelbe, de a szonárkerítés az útját állja. A fiú hangokat hall, körülnéz, és ismét meglátja az anyját a kerítésen kívül. Át akar futni hozzá, de Emily megtiltja neki, hiszen meghalhat a kerítés miatt. Az anyja szerint még nem jött el az idő. Majd e mondat után Emily visszasétál a dzsungelbe, Ben pedig sírva fakad, és visszafut a faluba.
Ben és John még sötétedés után is a dzsungelt róják, majd megállnak egy homokvonal előtt. Ben óvatosan átlépi, de John meg akarja vizsgálnia a különös kört. Ben felszólítja a férfit, hogy menjenek tovább.
A parton a túlélők egy nagygyűlést tartanak, és a Naomi által elmondottakról vitatkoznak. Claire meglepődik, hogy az egész világ halottnak hiszi őket, de Sayid szerint ez jelenleg nem fontos. Ezen kialakul egy kis vita, de Naomi közbeszól, mert úgy látja, hogy a túlélők nem akarnak megmenekülni. Sayid elmondja, hogy azért tartották a nő létét titokban, hogy megvédjék őt Jacktől és Juliettől. Az iraki furcsának tartja, hogy Julietet sosem tudják kifaggatni, mert Jack mindig meggátolja az embereket ebben. Sun kiáll Jack és Juliet mellett, erre Sawyer megkérdezi, hogy miért bízik a nőben, hacsak nem az orvosi állomáson tett látogatásuk miatt? Sun meglepődik, hiszen senkinek sem beszélt erről. Erre James lejátssza a Johntól kapott felvételt. A felvétel végére befut Jack és Juliet párosa, és a férfi megkérdezi, hogy honnan van a szalag? Sayid rögtön kérdőre vonja a doktort, hogy hol volt. Jack megismétli a kérdését, erre Sawyer megkérdezi, hogy a doki tényleg azt hiszi, hogy olyan helyzetben van, hogy kérdezhet. Juliet megkéri James-t, hogy fordítsa meg a lejátszót. A férfi szerint Julietnek ki kéne maradnia ebből az egészből, de a nő inkább magát ajánlja fel felelősségre vonásra, de előbb James fordítsa meg a lejátszót, és indítsa el a felvételt. Sawyer beadja a derekát, és elindítja a lejátszást, így Ben utasításait hallhatjuk:
Juliet, Ben vagyok. Három csapatot küldök Kwon elhozására, holnapután este. Nem lesz időnk letesztelni Austen mintáját, így ha nála, vagy bárki másnál terhességet állapítasz meg, jelöld meg a sátraikat, és őket is elvisszük! Sok szerencsét!
Juliet elmondja, hogy miután megvizsgálta Sunt, mindent elmondott Jacknek a küldetéséről. Sayid megkérdezi Jacket, hogy miért nem szólt nekik a dologról. Jack azt feleli, hogy akkor még nem tudta, mit fognak tenni. Sayid észreveszi a „még” szócskát, és a terv után érdeklődik. Jack nem válaszol, hanem azt mondja, hogy van némi behozni való lemaradásuk.
Ismét Bent látjuk, amint egy táskával a hátán a dzsungelen vág át, ezúttal már nappal. Kilyukad a kerítésnél, és egy kóddal kikapcsolja azt. Majd előveszi a nyulát, és átküldi a kerítésen, letesztelve ezzel a hatást. Mivel nem történt semmi sem, Ben is átmerészkedik a kerítés túloldalára, és beveti magát a dzsungel sűrűjébe. Suttogásokat hall, és azt hiszi, az anyja jött el ismét. Rohanva keresi őt, de hirtelen Richard Alpert jelenik meg mögötte. A fiú megijed, de a férfi megnyugtatja, hogy nem akarja bántani, és megkérdezi, hogy a fiú eltévedt-e? Ben visszakérdez, hogy a férfi Közülük való-e, de Richard nem érti ezt. Ben ezért az ellenség szót használja. Richard mosolyogva megkérdezi őt, hogy tudja-e, mit jelent az a szó, majd megkérdezi a fiú nevét. Miután megtudta, érdeklődni kezd, hogy Ben mit keres egyedül a dzsungelben? Ben elmondja, hogy az anyját keresi, erre Richard rákérdez, hogy biztos kint a dzsungelben van-e a nő? A fiú szerint a férfi úgyse hinne neki, de Richard megkéri Bent, hogy tegye őt próbára. Ben elmondja, hogy az anyja halott. Richard megkérdezi, hogy a Szigeten halt-e meg, de Ben elárulja, hogy még csecsemőkorában vesztette el őt. Alpert érdeklődik, hogy a fiú látta-e a nőt, erre Ben elmondja, hogy még beszélgettek is. A férfi megkérdezi, hogy mit mondott a nő, erre Ben elmondja, az anyja azt mondta neki, hogy még nem mehet vele, mert még nincs itt az ideje. Richard szerint Ben jobban tenné, ha haza menne, mivel már biztos keresik, de a fiú kikel magából, és közli, hogy nem szeret a faluban lenni, és megkéri Alpertet, hogy vigye magával. Richard szerint a dolog lehetséges, de csak akkor, ha Ben komolyan gondolja, ezért megkéri őt, hogy gondolja végig, és legyen nagyon türelmes.
Ben és John párosa megérkezik egy elhagyatottnak tűnő házhoz a dzsungel közepén. Ben utasítja Locke-ot, hogy kapcsolja ki a zseblámpát, mert Jacob nem szereti a technológiát. A férfi engedelmeskedik, majd lepakolják a cuccaikat, és megközelítik a házat. Ben egy gyufával meggyújt egy lámpást, John pedig kéz közelbe helyezi a pisztolyt. Ben közli, ha kinyitja az ajtót, már nincs visszaút, de Locke nem rémül meg, inkább még közelebb lép az ajtóhoz. Ben beszól az ajtón Jacobnak, hogy John Locke-kal érkezett, és bemennek. A Többiek vezetője belép, nyomában Johnnal. A lámpást leteszi az asztalra, majd beszélni kezd valakihez, és bemutatja neki Johnt. John szeme a sok érdekes dologról Ben elé vándorol, de nem lát senkit. Ben megkérdezi Locke-ot, hogy miért nem köszön? John értetlenkedik, de közben Ben folytatja beszédét a láthatatlan alakhoz, miszerint ő megmondta, hogy John nem fogja (de mit? – ideggyogyo). Locke megkérdezi Ben-t, hogy miről/kiről beszél? Ben érdekesnek véli, hogy John nem látja Jacobot, aki vele szemben ül a székben, de azt John üresnek látja. Ben ismét beszélni kezd, miszerint tudja, de John ragaszkodott hozzá. Locke értetlenkedik, erre Ben azt feleli, hogy ott van vele szemben az az ember, aki mindent elmondhat a Szigetről. Jacob ismét „közbeszól”, mire Ben azt válaszolja, hogy rávette őt, hogy hozza ide. Majd egy kisebbfajta vita alakul ki kettőjük között. John hangot ad véleményének, miszerint Ben őrült, és ezt az egészet azért találta ki, hogy ne kelljen beszélnie a Szigetről, mivel semmit se tud róla. Ben felháborodik ezen, de közben Jacobra is figyelnie kell, mivel szüntelen mondja a magáét. John megelégeli, és csöndet parancsol, majd meggyanúsítja Bent, hogy egy előadást szervezett a számára. Vagy olyan őrült, hogy azt hiszi, tényleg ül valaki a székben. Közben egy reccsenést hall a szék felől, de nem tulajdonít neki jelentőséget. Ben elmondja, hogy tudja, valaki ül a székben. Ben gúnyosan megjegyzi, hogy sajnálja, hogy Locke így érez, valamint azt is, hogy túl korlátolt a látáshoz. John bevisz egy övön aluli ütést azzal, hogy Bent szánalmasnak minősíti, és elindul kifelé a házból. Ebben a pillanatban egy halk, mély és recsegő hangot hall: Segíts! Locke visszafordul, és megkérdezi Ben-t, hogy mit mondott, de a férfi tagadja, hogy megszólalt volna. Locke felkapcsolja a zseblámpát és ebben a pillanatban kitör a káosz: a szék recsegni, és hintázni kezd, üvegek röpködnek, a lámpás leesik, és felgyújtja a házat, az ablakok kitörnek. Ben megragadja a széket, és üvöltözni kezd, hogy elég volt, Jacob már kiszórakozhatta magát. Ekkor a férfit valami a falhoz löki. (Amint a kamera visszafordul a székhez, a másodperc egy töredékére megjelenik Jacob testének körvonala, és az arcából is láthatunk egy keveset.) John kimenekül a házból, majd egy kis idő múltán Ben is kisétál. A ház úgy néz ki, mintha semmi se történt volna. Locke megkérdezi, hogy mi volt ez, mire Ben azt feleli, hogy Jacob. Már felkelt a nap, és a páros elindul visszafelé. Ben faggatózik, hogy mit mondott Jacob Johnnak? Locke szerint ő semmit sem mondott, hanem Ben volt az. John elmondja, hogy ő nem fogja bevenni a Jacob mesét, és a tegnapi műsort sem, valamint ideje, hogy a Többiek megtudják, a vezetőjük egy szélhámos. John csak úgy mellékesen megjegyzi, hogy más úton mennek vissza a táborba, mint amelyiken jöttek. Ben felfedi, hogy szeretne valamit mutatni Locke-nak. Locke közli, hogy már eleget látott, erre Ben elmondja, hogy néhány dologban valóban hazudott, például nem a Szigeten született. John megkérdezi, hogy akkor honnan jött, erre Ben azt feleli, hogy azt akarja megmutatni.
Az utolsó visszapergetésben a már felnőtt Benjamin Linus-t láthatjuk, amint felveszi a saját DHARMA munkaruháját, szintén munkás beosztással. Ben ránéz az órájára, majd felveszi táskáját, és az asztalon lévő fabábut – amit még Annie-től kapott – a kezébe veszi, és azt is elrakja. Ben egy rekesszel a kezében elindul egy kisbuszhoz, amibe az apja is pakol. Roger megkérdezi a fiát, hogy mi a baja, mert reggelente sokat szokott beszélni. Ben közli, hogy ma van a születésnapja, de ezt Roger persze ismét elfelejtette. Ben közli az apjával, hogy tudja, hogy sosem fog emlékezni a jeles napra, ez csak egy halvány remény volt számára. Roger elmondja, hogy mit tervez aznapra: elviszik a sört a Gyöngy állomásra, és utána felmennek a fennsíkra meginni egy pár sört, így „megünnepelve” a születésnapot, mint apa és fia. Bennek tetszik az ötlet, és az apja látszólag megkönnyebbült, hogy ennyivel kiengesztelheti fiát. A munka elvégzése után már a fennsíkra hajtanak fel, ami Roger szerint egy gyönyörű hely. Azzal felbont egy doboz sört, és nekiáll inni. Ben megkérdezi az apját, hogy tényleg őt hibáztatja-e anyja haláláért? Roger kicsit mogorván azt feleli, hogy nem tudja, közben az ifjabb Linus ismét az órájára pillant. Roger ezt szóvá is teszi, majd poénosan megjegyzi, hogy Ben-nek biztos randija lesz. Roger vigasztalni próbálja fiát azzal, hogy mindent belead, hogy jövőre ne felejtse el a szülinapot. Ben közli apjával, hogy ez nem fog sikerülni. Roger nem érti a választ, de Ben folytatja a beszédét azzal, hogy neki is hiányzott Emily, de pluszba még az apját is el kellett viselnie. Ez pedig sok türelmet igényelt. Ben felvesz egy gázmaszkot, és elköszön az apjától. A következő pillanatban az ifjabb Linus kezében már egy ideggázos doboz van, amit ki is nyit, majd végignézi, ahogy az apja meghal. Később Ben visszamegy a faluba, arcát még mindig gázmaszk borítja. Látja, hogy az összes ember halott, mindenkit ugyanazzal az ideggázzal öltek meg, mint ő az apját. Majd emberek tűnnek fel a házak közül, akik szintén maszkot viselnek. Egyikük ránéz az órájára, és leveszi a maszkját. Ő Richard Alpert. Utána szépen sorjában mindenki megszabadul a maszkoktól, Richard pedig szóba elegyedik Bennel. Megkérdezi, hogy a faluba hozzák-e Roger testét. Ben határozottan azt feleli, hogy hagyják ott, ahol van.
Ben és John egy verem előtt állnak, ahová a DHARMA tagjainak holttestét dobták be. Ben, a saját bevallása szerint onnan jött. Ők a társai, a DHARMA Kezdeményezés tagjai, akik a harmóniát keresték, de a Sziget őslakosaival ne tudtak együtt élni. Egy idő után nyilvánvalóvá vált, hogy az egyik csoportnak mennie kell, azaz meg kell tisztogatni, Ben – maga szerint – azt tette, amit kellett. Egy volt azok közül, akik elég ügyesek voltak ahhoz, hogy ne a gödörben végezzék. Ben szerint ez azt bizonyítja, hogy ő sokkal okosabb, mint John. John felpattan, és előkapja a kését, de Ben reflexei sem lassúak, ő egy pisztollyal meglövi a férfit, aki beleesik a verembe. Ben megkérdezi Locke-ot, hogy mit mondott neki Jacob? John felteszi a kérdést, hogy miért tette ezt vele Ben? A férfi közli, ezért, mert hallotta Jacob-ot (innen biztosra vehetjük, hogy Ben félti vezető pozícióját, tart Johntól). John azt mondja, hogy segíts, de ezt Ben segélykérésként értelmezi, ezért ismét felemeli a pisztolyt, de nem akar újra kérdezni. John ezúttal egész mondatban válaszol: „Azt mondta: Segíts!”. Ben gúnyosan megjegyzi, hogy reméli, Jacob segíteni fog Locke-on, azzal elsétál.
Íme, ebben a részben fény derült arra, kik is a Többiek, megtudtuk az igazat a tisztogatásról, a Dharma Kezdeményezésről is hallhattunk, és felfedték, hogyan vették át a hatalmat az őslakosok.
Apróságok:
Carrie Preston, aki Emilyt játssza, valójában Michael Emerson színész felesége, aki Bent alakítja a sorozatban.
Ahogy Locke belép Jacob házába, van egy kutya a festményen, ami nagyon hasonló Vincenthez.
Mint sokan biztos rájöttetek, a holttest, amit Hurley megtalált a 3x10-ben, Roger Linus-é, azaz Ben apjáé.
|  | Itt a vége a cselekmény részletezésének! |